# Primera División de Bolivia 2010
La Primera División de Bolivia 2010 fue la 60.ª edición de la Primera División de Bolivia de fútbol. El torneo lo organizó la Liga del Fútbol Profesional Boliviano (LFPB). Se inició con el Torneo Apertura 2010, y finalizó con el Torneo Clausura 2010.

## Formato
La temporada 2010 se dividió en dos torneos oficiales con el siguiente formato:

### Torneo Apertura
El Torneo Apertura Entel 2010 de la Liga de Fútbol Profesional Boliviano se disputó bajo el nuevo sistema de dos grupos, seis equipos en cada uno. De los dos grupos los primeros tres se clasificaron al Hexagonal de Ganadores y los tres restantes al Hexagonal de Perdedores.

### Torneo Clausura
El Torneo Clausura Entel 2010 de la Liga de Fútbol Profesional Boliviano se jugó bajo el sistema todos contra todos: los doce clubes compiten en dos ruedas (una como local y la otra de visitante), jugando un total de 22 partidos cada uno. Los clubes fueron clasificados por puntos con los siguientes criterios de desempate (en orden): diferencia de goles, goles anotados y resultados directos entre equipos empatados.

## Equipos participantes
| Posición | Equipos ascendidos de la Copa Simón Bolívar 2009 |
| -------- | ------------------------------------------------ |
| 1º       | Guabirá                                          |

| Posición | Equipos descendidos de la Temporada 2009 |
| -------- | ---------------------------------------- |
| 12º      | Nacional Potosí                          |

El número de equipos para la temporada 2010 sigue siendo 12, el mismo que la temporada anterior.
Nacional Potosí terminó último en la Tabla del Descenso y fue relegado a la Segunda División luego de permanecer por una temporada en Primera División. Fue reemplazado por el campeón de la Copa Simón Bolívar 2009, Guabirá que retorna a la Liga tras estar ausente la anterior temporada.
| Equipo            | Fundación               | Ciudad     | Estadio                 | Capacidad |
| ----------------- | ----------------------- | ---------- | ----------------------- | --------- |
| Aurora            | 27 de mayo de 1935      | Cochabamba | Félix Capriles          | 32.000    |
| Blooming          | 1 de mayo de 1946       | Santa Cruz | Ramón Tahuichi Aguilera | 38.000    |
| Bolívar           | 12 de abril de 1925     | La Paz     | Hernando Siles          | 42.000    |
| Guabirá           | 14 de abril de 1962     | Montero    | Gilberto Parada         | 18.000    |
| La Paz FC         | 30 de mayo de 1989      | La Paz     | Hernando Siles          | 42.000    |
| Oriente Petrolero | 5 de noviembre de 1955  | Santa Cruz | Ramón Tahuichi Aguilera | 38.000    |
| Real Mamoré       | 1 de enero de 2006      | Trinidad   | Gran Mamoré             | 15.000    |
| Real Potosí       | 1 de abril de 1986      | Potosí     | Víctor Agustín Ugarte   | 30.000    |
| San José          | 19 de marzo de 1942     | Oruro      | Jesús Bermúdez          | 30.000    |
| The Strongest     | 8 de abril de 1908      | La Paz     | Hernando Siles          | 42.000    |
| Universitario     | 5 de abril de 1961      | Sucre      | Olímpico Patria         | 30.000    |
| Wilstermann       | 24 de noviembre de 1949 | Cochabamba | Félix Capriles          | 32.000    |

## Torneo Apertura

### Hexagonal "A"
| Equipo | Equipo        | Pts. | PJ | PG | PE | PP | GF | GC | Dif. |
| ------ | ------------- | ---- | -- | -- | -- | -- | -- | -- | ---- |
| 1      | The Strongest | 19   | 12 | 5  | 4  | 3  | 21 | 18 | +3   |
| 2      | San José      | 18   | 12 | 5  | 3  | 4  | 24 | 19 | +5   |
| 3      | Aurora        | 17   | 12 | 4  | 5  | 3  | 18 | 16 | +2   |
| 4      | Universitario | 16   | 12 | 5  | 1  | 6  | 21 | 18 | +3   |
| 5      | Guabirá       | 12   | 12 | 3  | 3  | 6  | 15 | 24 | -9   |
| 6      | Blooming      | 11   | 12 | 3  | 2  | 7  | 13 | 20 | -7   |

|  |                                               |
|  | Clasificado al Hexagonal Final de Ganadores.  |
|  | Clasificado al Hexagonal Final de Perdedores. |

Pts.= Puntos; PJ= Partidos jugados; PG= Partidos ganados; PE= Partidos empatados; PP= Partidos perdidos; GF= Goles a favor; GC= Goles en contra; Dif.= Diferencia de goles.

#### Resultados
| San José      | 3 - 0 | Guabirá       | Jesús Bermúdez          | 7 de marzo | 15:30 |
| The Strongest | 2 - 1 | Aurora        | Hernando Siles          | 7 de marzo | 16:00 |
| Blooming      | 1 - 0 | Universitario | Ramón Tahuichi Aguilera | 7 de marzo | 18:00 |

| Universitario | 3 - 2 | Aurora        | Olímpico Patria | 13 de marzo | 18:00 |
| San José      | 2 - 2 | The Strongest | Jesús Bermúdez  | 14 de marzo | 15:30 |
| Guabirá       | 3 - 1 | Blooming      | Gilberto Parada | 14 de marzo | 16:00 |

| The Strongest | 2 - 0 | Universitario | Hernando Siles          | 17 de marzo | 20:00 |
| Aurora        | 0 - 0 | Guabirá       | Félix Capriles          | 18 de marzo | 20:00 |
| Blooming      | 1 - 3 | San José      | Ramón Tahuichi Aguilera | 18 de marzo | 20:30 |

| San José | 0 - 1 | Aurora        | Jesús Bermúdez          | 21 de marzo | 15:30 |
| Guabirá  | 2 - 0 | Universitario | Gilberto Parada         | 21 de marzo | 16:00 |
| Blooming | 1 - 1 | The Strongest | Ramón Tahuichi Aguilera | 21 de marzo | 18:00 |

| La Paz FC         | 1 - 3 | San José      | Hernando Siles          | 27 de marzo | 15:30 |
| The Strongest     | 2 - 2 | Bolívar       | Hernando Siles          | 28 de marzo | 15:15 |
| Real Potosí       | 1 - 0 | Universitario | Víctor Agustín Ugarte   | 28 de marzo | 15:30 |
| Real Mamoré       | 3 - 0 | Guabirá       | Gran Mamoré             | 28 de marzo | 16:00 |
| Aurora            | 1 - 2 | Wilstermann   | Félix Capriles          | 28 de marzo | 17:00 |
| Oriente Petrolero | 2 - 0 | Blooming      | Ramón Tahuichi Aguilera | 28 de marzo | 18:00 |

| The Strongest | 2 - 1 | Guabirá  | Hernando Siles  | 31 de marzo | 18:00 |
| Aurora        | 2 - 0 | Blooming | Félix Capriles  | 31 de marzo | 20:00 |
| Universitario | 2 - 3 | San José | Olímpico Patria | 1 de abril  | 20:30 |

| Universitario | 2 - 1 | Blooming      | Olímpico Patria | 10 de abril | 18:00 |
| Aurora        | 1 - 1 | The Strongest | Félix Capriles  | 11 de abril | 16:00 |
| Guabirá       | 1 - 1 | San José      | Gilberto Parada | 11 de abril | 16:00 |

| The Strongest | 3 - 3 | San José      | Hernando Siles          | 18 de abril | 16:00 |
| Aurora        | 2 - 1 | Universitario | Félix Capriles          | 18 de abril | 16:00 |
| Blooming      | 4 - 1 | Guabirá       | Ramón Tahuichi Aguilera | 18 de abril | 18:00 |

| San José      | 4 - 2 | La Paz FC         | Jesús Bermúdez          | 24 de abril | 15:30 |
| Bolívar       | 1 - 2 | The Strongest     | Hernando Siles          | 25 de abril | 15:15 |
| Guabirá       | 1 - 2 | Real Mamoré       | Gilberto Parada         | 25 de abril | 16:00 |
| Universitario | 5 - 0 | Real Potosí       | Olímpico Patria         | 25 de abril | 16:00 |
| Wilstermann   | 2 - 2 | Aurora            | Félix Capriles          | 25 de abril | 17:00 |
| Blooming      | 1 - 0 | Oriente Petrolero | Ramón Tahuichi Aguilera | 25 de abril | 18:00 |

| San José      | 3 - 1 | Blooming      | Jesús Bermúdez  | 28 de abril | 20:00 |
| Guabirá       | 3 - 3 | Aurora        | Gilberto Parada | 28 de abril | 20:00 |
| Universitario | 1 - 3 | The Strongest | Olímpico Patria | 29 de abril | 20:00 |

| The Strongest | 2 - 1 | Blooming | Hernando Siles  | 2 de mayo | 16:00 |
| Aurora        | 2 - 3 | San José | Félix Capriles  | 2 de mayo | 16:00 |
| Universitario | 4 - 1 | Guabirá  | Olímpico Patria | 2 de mayo | 16:00 |

| Guabirá  | 2 - 4 | The Strongest | Gilberto Parada         | 5 de mayo | 20:00 |
| San José | 0 - 0 | Universitario | Jesús Bermúdez          | 6 de mayo | 20:00 |
| Blooming | 1 - 1 | Aurora        | Ramón Tahuichi Aguilera | 6 de mayo | 20:00 |

### Hexagonal "B"
| Equipo | Equipo            | Pts | PJ | G | E | P | GF | GC | DIF |
| ------ | ----------------- | --- | -- | - | - | - | -- | -- | --- |
| 1      | Bolívar           | 28  | 12 | 9 | 1 | 2 | 23 | 11 | +12 |
| 2      | Oriente Petrolero | 22  | 12 | 7 | 1 | 4 | 21 | 10 | +11 |
| 3      | Wilstermann       | 18  | 12 | 5 | 3 | 4 | 17 | 17 | 0   |
| 4      | Real Potosí       | 16  | 12 | 5 | 1 | 6 | 11 | 19 | -8  |
| 5      | La Paz FC         | 14  | 12 | 4 | 2 | 6 | 18 | 20 | -2  |
| 6      | Real Mamoré       | 12  | 12 | 4 | 0 | 8 | 15 | 25 | -10 |

|  |                                               |
|  | Clasificado al Hexagonal Final de Ganadores.  |
|  | Clasificado al Hexagonal Final de Perdedores. |

Pts=Puntos; PJ=Partidos jugados; G=Partidos ganados; E=Partidos empatados; P=Partidos perdidos; GF=Goles a favor; GC=Goles en contra

#### Resultados
| Wilstermann | 0 - 1 | Bolívar           | Félix Capriles | 6 de marzo | 18:00 |
| La Paz FC   | 0 - 1 | Real Potosí       | Hernando Siles | 7 de marzo | 14:00 |
| Real Mamoré | 1 - 2 | Oriente Petrolero | Gran Mamoré    | 7 de marzo | 16:00 |

| Bolívar           | 6 - 1 | Real Mamoré | Hernando Siles          | 13 de marzo | 14:00 |
| Wilstermann       | 3 - 3 | La Paz FC   | Félix Capriles          | 14 de marzo | 16:00 |
| Oriente Petrolero | 3 - 0 | Real Potosí | Ramón Tahuichi Aguilera | 14 de marzo | 18:00 |

| La Paz FC   | 2 - 1 | Oriente Petrolero | Hernando Siles        | 17 de marzo | 18:00 |
| Real Potosí | 1 - 3 | Bolívar           | Víctor Agustín Ugarte | 17 de marzo | 20:00 |
| Real Mamoré | 1 - 0 | Wilstermann       | Gran Mamoré           | 18 de marzo | 20:00 |

| Bolívar     | 1 - 0 | Oriente Petrolero | Hernando Siles | 20 de marzo | 16:00 |
| Wilstermann | 2 - 0 | Real Potosí       | Félix Capriles | 21 de marzo | 16:00 |
| Real Mamoré | 1 - 2 | La Paz FC         | Gran Mamoré    | 21 de marzo | 16:00 |

| La Paz FC         | 4 - 2 | San José      | Hernando Siles          | 27 de marzo | 15:30 |
| The Strongest     | 2 - 2 | Bolívar       | Hernando Siles          | 28 de marzo | 15:15 |
| Real Potosí       | 1 - 0 | Universitario | Víctor Agustín Ugarte   | 28 de marzo | 15:30 |
| Real Mamoré       | 3 - 0 | Guabirá       | Gran Mamoré             | 28 de marzo | 16:00 |
| Aurora            | 1 - 2 | Wilstermann   | Félix Capriles          | 28 de marzo | 17:00 |
| Oriente Petrolero | 2 - 0 | Blooming      | Ramón Tahuichi Aguilera | 28 de marzo | 18:00 |

| La Paz FC         | 0 - 1 | Bolívar     | Hernando Siles          | 31 de marzo | 20:00 |
| Real Potosí       | 2 - 1 | Real Mamoré | Víctor Agustín Ugarte   | 31 de marzo | 20:00 |
| Oriente Petrolero | 3 - 1 | Wilstermann | Ramón Tahuichi Aguilera | 31 de marzo | 20:30 |

| Bolívar           | 1 - 2 | Wilstermann | Hernando Siles          | 11 de abril | 15:30 |
| Real Potosí       | 2 - 0 | La Paz FC   | Víctor Agustín Ugarte   | 11 de abril | 15:30 |
| Oriente Petrolero | 5 - 1 | Real Mamoré | Ramón Tahuichi Aguilera | 11 de abril | 18:00 |

| Real Mamoré | 1 - 3 | Bolívar           | Gran Mamoré           | 17 de abril | 16:00 |
| La Paz FC   | 2 - 2 | Wilstermann       | Hernando Siles        | 18 de abril | 14:00 |
| Real Potosí | 0 - 0 | Oriente Petrolero | Víctor Agustín Ugarte | 18 de abril | 15:30 |

| San José      | 4 - 2 | La Paz FC         | Jesús Bermúdez          | 24 de abril | 15:30 |
| Bolívar       | 1 - 0 | The Strongest     | Hernando Siles          | 25 de abril | 15:15 |
| Guabirá       | 1 - 2 | Real Mamoré       | Gilberto Parada         | 25 de abril | 16:00 |
| Universitario | 5 - 0 | Real Potosí       | Olímpico Patria         | 25 de abril | 16:00 |
| Wilstermann   | 2 - 2 | Aurora            | Félix Capriles          | 25 de abril | 17:00 |
| Blooming      | 1 - 0 | Oriente Petrolero | Ramón Tahuichi Aguilera | 25 de abril | 18:00 |

| Bolívar           | 2 - 1 | Real Potosí | Hernando Siles          | 28 de abril | 20:00 |
| Wilstermann       | 2 - 0 | Real Mamoré | Félix Capriles          | 28 de abril | 20:00 |
| Oriente Petrolero | 2 - 1 | La Paz FC   | Ramón Tahuichi Aguilera | 28 de abril | 20:30 |

| La Paz FC         | 2 - 0 | Real Mamoré | Hernando Siles          | 2 de mayo | 14:00 |
| Real Potosí       | 3 - 0 | Wilstermann | Víctor Agustín Ugarte   | 2 de mayo | 15:30 |
| Oriente Petrolero | 3 - 1 | Bolívar     | Ramón Tahuichi Aguilera | 2 de mayo | 18:00 |

| Bolívar     | 1 - 0 | La Paz FC         | Hernando Siles | 5 de mayo | 20:00 |
| Real Mamoré | 3 - 0 | Real Potosí       | Gran Mamoré    | 5 de mayo | 20:00 |
| Wilstermann | 1 - 0 | Oriente Petrolero | Félix Capriles | 5 de mayo |       |

### Hexagonal "Ganadores"
| Equipo | Equipo             | Pts | PJ | G | E | P | GF | GC | DIF |
| ------ | ------------------ | --- | -- | - | - | - | -- | -- | --- |
| 1      | Wilstermann (C)    | 20  | 10 | 6 | 2 | 2 | 15 | 11 | +4  |
| 2      | Oriente Petrolero* | 19  | 10 | 6 | 1 | 3 | 18 | 10 | +8  |
| 3      | Aurora*            | 14  | 10 | 4 | 2 | 4 | 20 | 18 | +2  |
| 4      | The Strongest      | 13  | 10 | 3 | 4 | 3 | 15 | 14 | +1  |
| 5      | Bolívar            | 11  | 10 | 3 | 2 | 5 | 10 | 14 | -4  |
| 6      | San José           | 6   | 10 | 1 | 3 | 6 | 12 | 23 | -11 |

|  |                                                                   |
|  | Campeón y Clasificado a la Copa Libertadores 2011 como Bolivia 1. |
|  | Clasificado a la Copa Sudamericana 2011 como Bolivia 2.           |

Pts=Puntos; PJ=Partidos jugados; G=Partidos ganados; E=Partidos empatados; P=Partidos perdidos; GF=Goles a favor; GC=Goles en contra
- Oriente Petrolero ha cedido su cupo de la Copa Sudamericana 2011 tras haber ganado el Torneo Clausura 2010 y por ende clasificar a la Copa Libertadores 2011. Por tanto, el equipo de Aurora al haber terminado 3º en este campeonato obtuvo el cupo a la Copa Sudamericana 2011 como Bolivia 1 y al ubicarse 3º en el Torneo Clausura 2010 ganando de igual manera por mérito propio ha cedido el cupo a The Strongest.

#### Resultados
| The Strongest     | 1 - 1 | Bolívar     | Hernando Siles          | 9 de mayo | 16:00 |
| Aurora            | 4 - 4 | San José    | Félix Capriles          | 9 de mayo | 16:00 |
| Oriente Petrolero | 1 - 1 | Wilstermann | Ramón Tahuichi Aguilera | 9 de mayo | 18:00 |

| Bolívar           | 1 - 0 | San José      | Hernando Siles          | 12 de mayo | 20:00 |
| Wilstermann       | 2 - 1 | The Strongest | Félix Capriles          | 12 de mayo | 20:00 |
| Oriente Petrolero | 1 - 2 | Aurora        | Ramón Tahuichi Aguilera | 13 de mayo | 20:30 |

| San José      | 1 - 2 | Wilstermann       | Jesús Bermúdez | 16 de mayo | 15:00 |
| The Strongest | 1 - 2 | Oriente Petrolero | Hernando Siles | 16 de mayo | 15:30 |
| Aurora        | 2 - 2 | Bolívar           | Félix Capriles | 16 de mayo | 17:00 |

| The Strongest     | 2 - 1 | Aurora   | Hernando Siles          | 19 de mayo | 20:30 |
| Wilstermann       | 2 - 0 | Bolívar  | Félix Capriles          | 20 de mayo | 20:00 |
| Oriente Petrolero | 4 - 0 | San José | Ramón Tahuichi Aguilera | 20 de mayo | 20:30 |

| Bolívar  | 2 - 1 | Oriente Petrolero | Hernando Siles | 23 de mayo | 15:15 |
| San José | 1 - 1 | The Strongest     | Jesús Bermúdez | 23 de mayo | 15:30 |
| Aurora   | 2 - 0 | Wilstermann       | Félix Capriles | 23 de mayo | 17:15 |

| Bolívar     | 0 - 1 | The Strongest     | Hernando Siles | 26 de mayo | 20:00 |
| Wilstermann | 1 - 3 | Oriente Petrolero | Félix Capriles | 26 de mayo | 20:00 |
| San José    | 0 - 3 | Aurora            | Jesús Bermúdez | 27 de mayo | 20:00 |

| San José      | 4 - 3 | Bolívar           | Jesús Bermúdez | 30 de mayo | 15:15 |
| The Strongest | 1 - 1 | Wilstermann       | Hernando Siles | 30 de mayo | 15:15 |
| Aurora        | 2 - 1 | Oriente Petrolero | Félix Capriles | 30 de mayo | 17:15 |

| Bolívar           | 1 - 0 | Aurora        | Hernando Siles          | 2 de junio | 20:30 |
| Oriente Petrolero | 2 - 1 | The Strongest | Ramón Tahuichi Aguilera | 2 de junio | 20:30 |
| Wilstermann       | 3 - 1 | San José      | Félix Capriles          | 3 de junio | 15:30 |

| Bolívar  | 0 - 1 | Wilstermann       | Hernando Siles | 6 de junio | 15:15 |
| San José | 0 - 1 | Oriente Petrolero | Jesús Bermúdez | 6 de junio | 15:15 |
| Aurora   | 3 - 5 | The Strongest     | Félix Capriles | 6 de junio | 17:15 |

| The Strongest     | 1 - 1 | San José    | Hernando Siles          | 9 de junio | 20:00 |
| Oriente Petrolero | 2 - 0 | Bolívar     | Ramón Tahuichi Aguilera | 9 de junio | 20:00 |
| Aurora            | 1 - 2 | Wilstermann | Félix Capriles          | 9 de junio | 20:00 |

|                                                                                          |
| Campeón del Torneo Apertura Wilstermann 5º Título Liguero 12º Título de Primera División |

### Hexagonal "Perdedores"
| Equipo | Equipo                 | Pts | PJ | G | E | P | GF | GC | DIF |
| ------ | ---------------------- | --- | -- | - | - | - | -- | -- | --- |
| 1      | Universitario de Sucre | 20  | 10 | 6 | 2 | 2 | 20 | 10 | +10 |
| 2      | Blooming               | 19  | 10 | 6 | 1 | 3 | 21 | 15 | +6  |
| 3      | Real Potosí            | 16  | 10 | 5 | 1 | 4 | 19 | 16 | +3  |
| 4      | La Paz FC              | 11  | 10 | 3 | 2 | 5 | 17 | 17 | 0   |
| 5      | Real Mamoré            | 11  | 10 | 3 | 2 | 5 | 10 | 20 | -10 |
| 6      | Guabirá                | 9   | 10 | 3 | 0 | 7 | 10 | 19 | -9  |

|                   |                                                                                |
| Copa Sudamericana | Clasificado a la Ronda Preliminar de la Copa Sudamericana 2010 como Bolivia 3. |

Pts=Puntos; PJ=Partidos jugados; G=Partidos ganados; E=Partidos empatados; P=Partidos perdidos; GF=Goles a favor; GC=Goles en contra

#### Resultados
| La Paz FC     | 0 - 2 | Real Potosí | Hernando Siles  | 9 de mayo | 14:00 |
| Guabirá       | 0 - 1 | Blooming    | Gilberto Parada | 9 de mayo | 16:00 |
| Universitario | 4 - 0 | Real Mamoré | Olímpico Patria | 9 de mayo | 16:00 |

| La Paz FC   | 5 - 1 | Guabirá       | Hernando Siles        | 12 de mayo | 18:00 |
| Real Potosí | 4 - 3 | Universitario | Víctor Agustín Ugarte | 12 de mayo | 20:00 |
| Real Mamoré | 2 - 2 | Blooming      | Gran Mamoré           | 13 de mayo | 20:00 |

| Universitario | 3 - 1 | La Paz FC   | Olímpico Patria         | 15 de mayo | 18:00 |
| Guabirá       | 3 - 2 | Real Mamoré | Gilberto Parada         | 16 de mayo | 16:00 |
| Blooming      | 5 - 2 | Real Potosí | Ramón Tahuichi Aguilera | 16 de mayo | 19:00 |

| La Paz FC     | 2 - 0 | Blooming    | Hernando Siles        | 19 de mayo | 18:30 |
| Real Potosí   | 3 - 1 | Real Mamoré | Víctor Agustín Ugarte | 19 de mayo | 20:00 |
| Universitario | 3 - 1 | Guabirá     | Olímpico Patria       | 19 de mayo | 20:00 |

| Real Potosí | 3 - 0 | Guabirá       | Víctor Agustín Ugarte   | 22 de mayo | 15:30 |
| Real Mamoré | 2 - 1 | La Paz FC     | Gran Mamoré             | 23 de mayo | 16:00 |
| Blooming    | 2 - 1 | Universitario | Ramón Tahuichi Aguilera | 23 de mayo | 19:15 |

| Real Mamoré | 1 - 1 | Universitario | Gran Mamoré             | 26 de mayo | 20:00 |
| Real Potosí | 1 - 1 | La Paz FC     | Víctor Agustín Ugarte   | 26 de mayo | 20:00 |
| Blooming    | 2 - 0 | Guabirá       | Ramón Tahuichi Aguilera | 27 de mayo | 20:30 |

| Universitario | 2 - 1 | Real Potosí | Olímpico Patria         | 30 de mayo | 16:00 |
| Guabirá       | 4 - 1 | La Paz FC   | Gilberto Parada         | 30 de mayo | 16:00 |
| Blooming      | 3 - 0 | Real Mamoré | Ramón Tahuichi Aguilera | 30 de mayo | 19:15 |

| La Paz FC   | 0 - 0 | Universitario | Hernando Siles        | 2 de junio | 18:30 |
| Real Mamoré | 1 - 0 | Guabirá       | Gran Mamoré           | 2 de junio | 20:00 |
| Real Potosí | 3 - 2 | Blooming      | Víctor Agustín Ugarte | 3 de junio | 18:00 |

| Guabirá     | 0 - 1 | Universitario | Gilberto Parada         | 5 de junio | 19:00 |
| Real Mamoré | 1 - 0 | Real Potosí   | Gran Mamoré             | 6 de junio | 17:15 |
| Blooming    | 4 - 3 | La Paz FC     | Ramón Tahuichi Aguilera | 6 de junio | 19:15 |

| Guabirá       | 1 - 0 | Real Potosí | Gilberto Parada | 9 de junio  | 20:00 |
| Universitario | 2 - 0 | Blooming    | Olímpico Patria | 10 de junio | 20:00 |
| La Paz FC     | 3 - 0 | Real Mamoré | Hernando Siles  | 10 de junio | 20:00 |

|                                                            |
| Ganador del Hexagonal de Perdedores Universitario de Sucre |

## Torneo Clausura

### Tabla de posiciones
|                   | Pos. | Equipos               | Pts. | PJ | PG | PE | PP | GF | GC | Dif. |
| ----------------- | ---- | --------------------- | ---- | -- | -- | -- | -- | -- | -- | ---- |
|                   | 1º   | Oriente Petrolero (C) | 40   | 22 | 12 | 4  | 6  | 38 | 26 | +12  |
|                   | 2º   | Bolívar               | 36   | 22 | 10 | 6  | 6  | 37 | 28 | +9   |
| Copa Sudamericana | 3º   | Aurora                | 34   | 22 | 10 | 4  | 8  | 37 | 30 | +4   |
|                   | 4º   | San José              | 34   | 22 | 10 | 4  | 8  | 39 | 37 | +2   |
|                   | 5º   | Guabirá               | 32   | 22 | 9  | 5  | 8  | 22 | 28 | -6   |
|                   | 6º   | Blooming              | 31   | 22 | 9  | 4  | 9  | 28 | 26 | +2   |
|                   | 7º   | Real Potosí           | 29   | 22 | 8  | 5  | 9  | 38 | 35 | +3   |
|                   | 8º   | The Strongest *       | 29   | 22 | 10 | 2  | 10 | 37 | 36 | +1   |
|                   | 9º   | Real Mamoré           | 28   | 22 | 7  | 7  | 8  | 21 | 30 | -9   |
|                   | 10º  | La Paz FC             | 26   | 22 | 7  | 5  | 10 | 33 | 36 | -3   |
|                   | 11º  | Jorge Wilstermann     | 22   | 22 | 5  | 7  | 10 | 26 | 32 | -6   |
|                   | 12º  | Universitario         | 22   | 22 | 5  | 7  | 10 | 24 | 33 | -9   |

|                   |                                                                                          |
|                   | Campeón del Torneo Clausura y clasificado para la Copa Libertadores 2011 como Bolivia 2. |
|                   | Clasificado para la Copa Libertadores 2011 como Bolivia 3.                               |
| Copa Sudamericana | Clasificado para la Copa Sudamericana 2011 como Bolivia 1.                               |

* Se le descontaron 3 puntos a The Strongest por alinear más de 3 jugadores extranjeros.

### Fixture
| La Paz FC     | 1 - 2 | Real Potosí       | Hernando Siles  | 24 de julio | 15:30 |
| The Strongest | 4 - 2 | Aurora            | Hernando Siles  | 25 de julio | 15:15 |
| Universitario | 2 - 2 | San José          | Olímpico Patria | 25 de julio | 15:30 |
| Guabirá       | 1 - 1 | Oriente Petrolero | Gilberto Parada | 25 de julio | 16:00 |
| Wilstermann   | 0 - 1 | Bolívar           | Félix Capriles  | 25 de julio | 17:30 |
| Real Mamoré   | 1 - 1 | Blooming          | Gran Mamoré     | 25 de julio | 19:30 |

| Universitario     | 3 - 1 | La Paz FC     | Olímpico Patria         | 31 de julio | 15:30 |
| Aurora            | 1 - 0 | Guabirá       | Félix Capriles          | 31 de julio | 18:00 |
| San José          | 2 - 0 | Blooming      | Jesús Bermúdez          | 1 de agosto | 15:30 |
| Bolívar           | 2 - 2 | The Strongest | Hernando Siles          | 1 de agosto | 16:00 |
| Real Mamoré       | 0 - 0 | Wilstermann   | Gran Mamoré             | 1 de agosto | 16:00 |
| Oriente Petrolero | 3 - 1 | Real Potosí   | Ramón Tahuichi Aguilera | 1 de agosto | 18:00 |

| Guabirá       | 1 - 0 | Bolívar           | Gilberto Parada         | 7 de agosto  | 18:00 |
| La Paz FC     | 0 - 0 | Oriente Petrolero | Hernando Siles          | 8 de agosto  | 14:00 |
| The Strongest | 3 - 0 | Real Mamoré       | Hernando Siles          | 8 de agosto  | 16:00 |
| Wilstermann   | 1 - 3 | San José          | Félix Capriles          | 8 de agosto  | 16:00 |
| Blooming      | 2 - 1 | Universitario     | Ramón Tahuichi Aguilera | 8 de agosto  | 18:00 |
| Real Potosí   | 2 - 1 | Aurora            | Víctor Agustín Ugarte   | 25 de agosto | 20:00 |

| Bolívar       | 2 - 0 | Real Potosí       | Hernando Siles          | 14 de agosto | 16:00 |
| Blooming      | 2 - 0 | La Paz FC         | Ramón Tahuichi Aguilera | 14 de agosto | 18:00 |
| Universitario | 1 - 1 | Wilstermann       | Olímpico Patria         | 14 de agosto | 19:00 |
| San José      | 3 - 2 | The Strongest     | Jesús Bermúdez          | 15 de agosto | 15:30 |
| Aurora        | 2 - 0 | Oriente Petrolero | Félix Capriles          | 15 de agosto | 18:00 |
| Real Mamoré   | 0 - 0 | Guabirá           | Gran Mamoré             | 15 de agosto | 18:00 |

| Real Potosí       | 4 - 0 | Real Mamoré   | Víctor Agustín Ugarte   | 21 de agosto     | 15:30 |
| La Paz FC         | 1 - 1 | Aurora        | Hernando Siles          | 22 de agosto     | 14:00 |
| The Strongest     | 3 - 0 | Universitario | Hernando Siles          | 22 de agosto     | 16:00 |
| Wilstermann       | 0 - 1 | Blooming      | Félix Capriles          | 22 de agosto     | 16:00 |
| Guabirá           | 3 - 1 | San José      | Gilberto Parada         | 22 de agosto     | 16:00 |
| Oriente Petrolero | 2 - 4 | Bolívar       | Ramón Tahuichi Aguilera | 22 de septiembre | 20:30 |

| San José      | 2 - 3 | Real Potosí       | Jesús Bermúdez          | 28 de agosto | 16:00 |
| Wilstermann   | 4 - 2 | La Paz FC         | Félix Capriles          | 28 de agosto | 18:00 |
| Bolívar       | 1 - 0 | Aurora            | Hernando Siles          | 29 de agosto | 16:00 |
| Real Mamoré   | 3 - 2 | Oriente Petrolero | Gran Mamoré             | 29 de agosto | 16:00 |
| Universitario | 2 - 0 | Guabirá           | Olímpico Patria         | 29 de agosto | 16:00 |
| Blooming      | 2 - 1 | The Strongest     | Ramón Tahuichi Aguilera | 29 de agosto | 18:00 |

| The Strongest     | 2 - 1 | Wilstermann   | Hernando Siles          | 4 de septiembre | 16:00 |
| Oriente Petrolero | 2 - 1 | San José      | Ramón Tahuichi Aguilera | 4 de septiembre | 18:00 |
| Real Potosí       | 1 - 1 | Universitario | Víctor Agustín Ugarte   | 5 de septiembre | 15:30 |
| La Paz FC         | 1 - 3 | Bolívar       | Hernando Siles          | 5 de septiembre | 16:00 |
| Guabirá           | 0 - 0 | Blooming      | Gilberto Parada         | 5 de septiembre | 18:00 |
| Aurora            | 3 - 0 | Real Mamoré   | Félix Capriles          | 5 de septiembre | 20:00 |

| Wilstermann   | 1 - 1 | Guabirá           | Félix Capriles          | 8 de septiembre  | 19:00 |
| The Strongest | 1 - 3 | La Paz FC         | Hernando Siles          | 8 de septiembre  | 20:00 |
| Blooming      | 2 - 2 | Real Potosí       | Ramón Tahuichi Aguilera | 8 de septiembre  | 20:30 |
| Real Mamoré   | 2 - 1 | Bolívar           | Gran Mamoré             | 9 de septiembre  | 20:00 |
| San José      | 3 - 3 | Aurora            | Jesús Bermúdez          | 10 de septiembre | 20:00 |
| Universitario | 1 - 2 | Oriente Petrolero | Olímpico Patria         | 29 de agosto     | 20:00 |

| Guabirá           | 2 - 1 | The Strongest | Gilberto Parada         | 11 de septiembre | 18:00 |
| La Paz FC         | 1 - 0 | Real Mamoré   | Hernando Siles          | 12 de septiembre | 14:00 |
| Real Potosí       | 2 - 1 | Wilstermann   | Víctor Agustín Ugarte   | 12 de septiembre | 15:30 |
| Aurora            | 2 - 1 | Universitario | Félix Capriles          | 12 de septiembre | 16:00 |
| Bolívar           | 0 - 0 | San José      | Hernando Siles          | 12 de septiembre | 16:00 |
| Oriente Petrolero | 1 - 0 | Blooming      | Ramón Tahuichi Aguilera | 12 de septiembre | 18:00 |

| San José      | 1 - 0 | Real Mamoré       | Jesús Bermúdez          | 18 de septiembre | 16:00 |
| Universitario | 1 - 0 | Bolívar           | Olímpico Patria         | 18 de septiembre | 18:00 |
| Wilstermann   | 4 - 2 | Oriente Petrolero | Félix Capriles          | 19 de septiembre | 16:00 |
| The Strongest | 4 - 2 | Real Potosí       | Hernando Siles          | 19 de septiembre | 16:00 |
| Guabirá       | 1 - 0 | La Paz FC         | Gilberto Parada         | 19 de septiembre | 16:30 |
| Blooming      | 0 - 1 | Aurora            | Ramón Tahuichi Aguilera | 19 de septiembre | 18:00 |

| La Paz FC         | 4 - 3 | San José      | Hernando Siles          | 25 de septiembre | 16:00 |
| Real Mamoré       | 2 - 0 | Universitario | Gran Mamoré             | 25 de septiembre | 18:00 |
| Real Potosí       | 4 - 0 | Guabirá       | Víctor Agustín Ugarte   | 26 de septiembre | 15:30 |
| Aurora            | 2 - 2 | Wilstermann   | Félix Capriles          | 26 de septiembre | 16:00 |
| Bolívar           | 1 - 0 | Blooming      | Hernando Siles          | 26 de septiembre | 16:00 |
| Oriente Petrolero | 4 - 0 | The Strongest | Ramón Tahuichi Aguilera | 26 de septiembre | 18:00 |

| Real Potosí       | 2 - 3 | La Paz FC     | Víctor Augustín Ugarte  | 2 de octubre | 15:30 |
| Blooming          | 3 - 0 | Real Mamoré   | Ramón Tahuichi Aguilera | 2 de octubre | 18:00 |
| San José          | 2 - 1 | Universitario | Jesús Bermúdez          | 3 de octubre | 15:30 |
| Bolívar           | 0 - 0 | Wilstermann   | Hernando Siles          | 3 de octubre | 16:00 |
| Aurora            | 2 - 1 | The Strongest | Félix Capriles          | 3 de octubre | 16:00 |
| Oriente Petrolero | 1 - 0 | Guabirá       | Ramón Tahuichi Aguilera | 3 de octubre | 18:00 |

| The Strongest | 3 - 2 | Bolívar           | Hernando Siles          | 13 de octubre   | 20:00 |
| La Paz FC     | 1 - 1 | Universitario     | Hernando Siles          | 27 de octubre   | 16:00 |
| Wilstermann   | 2 - 0 | Real Mamoré       | Félix Capriles          | 27 de octubre   | 20:00 |
| Blooming      | 2 - 2 | San José          | Ramón Tahuichi Aguilera | 27 de octubre   | 20:30 |
| Guabirá       | 1 - 0 | Aurora            | Gilberto Parada         | 28 de octubre   | 20:00 |
| Real Potosí   | 1 - 2 | Oriente Petrolero | Víctor Augustín Ugarte  | 24 de noviembre | 20:00 |

| San José          | 2 - 0 | Wilstermann   | Jesús Bermúdez          | 10 de octubre | 15:30 |
| Real Mamoré       | 1 - 0 | The Strongest | Gran Mamoré             | 10 de octubre | 16:00 |
| Bolívar           | 4 - 2 | Guabirá       | Hernando Siles          | 10 de octubre | 16:00 |
| Aurora            | 0 - 2 | Real Potosí   | Félix Capriles          | 10 de octubre | 16:00 |
| Universitario     | 0 - 2 | Blooming      | Olímpico Patria         | 10 de octubre | 18:00 |
| Oriente Petrolero | 1 - 0 | La Paz FC     | Ramón Tahuichi Aguilera | 10 de octubre | 18:00 |

| La Paz FC         | 4 - 1 | Blooming      | Hernando Siles          | 17 de octubre | 14:00 |
| The Strongest     | 1 - 2 | San José      | Hernando Siles          | 17 de octubre | 16:00 |
| Real Potosí       | 1 - 1 | Bolívar       | Víctor Augustín Ugarte  | 17 de octubre | 16:00 |
| Guabirá           | 0 - 0 | Real Mamoré   | Gilberto Parada         | 17 de octubre | 16:00 |
| Wilstermann       | 2 - 2 | Universitario | Félix Capriles          | 17 de octubre | 16:00 |
| Oriente Petrolero | 2 - 2 | Aurora        | Ramón Tahuichi Aguilera | 17 de octubre | 18:00 |

| Aurora        | 2 - 1 | La Paz FC         | Félix Capriles          | 23 de octubre | 18:00 |
| Universitario | 1 - 0 | The Strongest     | Olímpico Patria         | 24 de octubre | 16:00 |
| San José      | 5 - 1 | Guabirá           | Jesús Bermúdez          | 24 de octubre | 16:00 |
| Real Mamoré   | 2 - 1 | Real Potosí       | Gran Mamoré             | 24 de octubre | 16:00 |
| Bolívar       | 2 - 1 | Oriente Petrolero | Hernando Siles          | 24 de octubre | 16:00 |
| Blooming      | 3 - 0 | Wilstermann       | Ramón Tahuichi Aguilera | 24 de octubre | 18:00 |

| La Paz FC         | 1 - 0 | Wilstermann   | Hernando Siles          | 3 de noviembre | 18:00 |
| Guabirá           | 1 - 0 | Universitario | Gilberto Parada         | 3 de noviembre | 19:00 |
| The Strongest     | 2 - 1 | Blooming      | Hernando Siles          | 3 de noviembre | 20:00 |
| Real Potosí       | 1 - 3 | San José      | Víctor Augustín Ugarte  | 3 de noviembre | 20:00 |
| Aurora            | 3 - 2 | Bolívar       | Félix Capriles          | 3 de noviembre | 20:30 |
| Oriente Petrolero | 2 - 0 | Real Mamoré   | Ramón Tahuichi Aguilera | 3 de noviembre | 20:30 |

| Wilstermann   | 3 - 1 | The Strongest     | Félix Capriles          | 31 de octubre | 16:00 |
| Universitario | 1 - 1 | Real Potosí       | Olímpico Patria         | 31 de octubre | 16:00 |
| San José      | 0 - 3 | Oriente Petrolero | Jesús Bermúdez          | 31 de octubre | 16:00 |
| Bolívar       | 4 - 4 | La Paz FC         | Hernando Siles          | 31 de octubre | 16:00 |
| Blooming      | 2 - 3 | Guabirá           | Ramón Tahuichi Aguilera | 31 de octubre | 18:00 |
| Real Mamoré   | 2 - 1 | Aurora            | Gran Mamoré             | 31 de octubre | 18:00 |

| Guabirá           | 2 - 1 | Wilstermann   | Gilberto Parada         | 6 de noviembre | 17:30 |
| La Paz FC         | 0 - 1 | The Strongest | Hernando Siles          | 7 de noviembre | 14:00 |
| Bolívar           | 2 - 2 | Real Mamoré   | Hernando Siles          | 7 de noviembre | 16:00 |
| Real Potosí       | 3 - 0 | Blooming      | Víctor Augustín Ugarte  | 7 de noviembre | 16:00 |
| Aurora            | 4 - 1 | San José      | Félix Capriles          | 7 de noviembre | 16:00 |
| Oriente Petrolero | 3 - 1 | Universitario | Ramón Tahuichi Aguilera | 7 de noviembre | 18:00 |

| Blooming      | 1 - 0 | Oriente Petrolero | Ramón Tahuichi Aguilera | 13 de octubre   | 20:30 |
| Real Mamoré   | 2 - 2 | La Paz FC         | Gran Mamoré             | 13 de noviembre | 18:00 |
| Universitario | 2 - 0 | Aurora            | Olímpico Patria         | 14 de noviembre | 15:30 |
| San José      | 0 - 1 | Bolívar           | Jesús Bermúdez          | 14 de noviembre | 15:30 |
| The Strongest | 1 - 0 | Guabirá           | Hernando Siles          | 14 de noviembre | 16:00 |
| Wilstermann   | 1 - 1 | Real Potosí       | Félix Capriles          | 14 de noviembre | 17:30 |

| La Paz FC         | 3 - 1 | Guabirá       | Hernando Siles          | 21 de noviembre | 14:00 |
| Bolívar           | 4 - 1 | Universitario | Hernando Siles          | 21 de noviembre | 16:00 |
| Aurora            | 2 - 1 | Blooming      | Félix Capriles          | 21 de noviembre | 16:00 |
| Real Potosí       | 2 - 3 | The Strongest | Víctor Augustín Ugarte  | 21 de noviembre | 16:00 |
| Real Mamoré       | 3 - 0 | San José      | Gran Mamoré             | 21 de noviembre | 16:00 |
| Oriente Petrolero | 3 - 1 | Wilstermann   | Ramón Tahuichi Aguilera | 21 de noviembre | 18:00 |

| Guabirá       | 2 - 0 | Real Potosí       | Gilberto Parada         | 28 de noviembre | 16:00 |
| The Strongest | 1 - 1 | Oriente Petrolero | Hernando Siles          | 28 de noviembre | 16:00 |
| Aurora        | 0 - 1 | Wilstermann       | Félix Capriles          | 28 de noviembre | 16:00 |
| Blooming      | 2 - 0 | Bolívar           | Ramón Tahuichi Aguilera | 28 de noviembre | 16:00 |
| Universitario | 1 - 1 | Real Mamoré       | Olímpico Patria         | 28 de noviembre | 16:00 |
| San José      | 1 - 0 | La Paz FC         | Jesús Bermúdez          | 28 de noviembre | 16:00 |

|                                                                           |
| Campeón Oriente Petrolero 4º Título Liguero 5º Título de Primera División |

### Goleadores
| Nombre | Nombre                      | Equipo        | Goles |
| ------ | --------------------------- | ------------- | ----- |
| 1      | William Ferreira            | Bolívar       | 14    |
| 2      | José Alfredo Castillo       | Blooming      | 12    |
| -      | Pablo Vázquez               | The Strongest | 12    |
| 3      | José Carlos Santos da Silva | Bolívar       | 11    |
| -      | Cristian Ruíz               | Real Potosí   | 11    |
| 4      | Regis de Souza              | San José      | 10    |
| -      | Roberto Galindo             | Universitario | 10    |
| 5      | Jair Reynoso                | Aurora        | 9     |
| -      | Juan Maraude                | Real Mamoré   | 9     |

## Tabla de Descenso
Al final del año Wilstermann tuvo el más bajo punto promedio (puntos/partidos jugados) de la penúltima (2009) y la presente temporada anual (2010), considerando los torneos Apertura "hasta los hexagonales A-B" y torneos Clausura "completo", en consecuencia descendió a su respectiva asociación departamental y fue reemplazado en la temporada 2011-12 por Nacional Potosí el cual se proclamó Campeón de la Copa Simón Bolívar 2010. El equipo con el segundo punto promedio más bajo que fue Real Mamoré disputó una serie con Real América, Subcampeón de la Copa Simón Bolívar 2010, donde el ganador participó en la LFPB la temporada 2011/12 (descenso indirecto).

| Pos. | Equipo            | 2009 | 2010 | Total | PJ | Prom.  |
| ---- | ----------------- | ---- | ---- | ----- | -- | ------ |
| 1.   | Bolívar           | 65   | 64   | 129   | 68 | 1.8970 |
| 2.   | Oriente Petrolero | 54   | 62   | 116   | 68 | 1.7059 |
| 3.   | Real Potosí       | 61   | 45   | 106   | 68 | 1.5588 |
| 4.   | San José          | 50   | 52   | 102   | 68 | 1.5000 |
| 5.   | The Strongest     | 53   | 48   | 101   | 68 | 1.4853 |
| 6.   | Universitario     | 52   | 38   | 90    | 68 | 1.3236 |
| 7.   | Aurora            | 37   | 51   | 88    | 68 | 1.2941 |
| 8.   | Guabirá           | –    | 44   | 44    | 34 | 1.2941 |
| 9.   | Blooming          | 45   | 42   | 87    | 68 | 1.2794 |
| 10.  | La Paz FC         | 42   | 40   | 82    | 68 | 1.2059 |
| 11.  | Real Mamoré       | 33   | 40   | 73    | 68 | 1.0735 |
| 12.  | Wilstermann       | 32   | 40   | 72    | 68 | 1.0588 |

|  |                                                                                           |
|  | Disputó el descenso indirecto contra el 2º de la Copa Simón Bolívar que fue Real América. |
|  | Descendió al Nacional B 2011/12.                                                          |

### Ascenso - Descenso Indirecto
| Club         | I | V |
| ------------ | - | - |
| Real América | 1 | 3 |
| Real Mamoré  | 2 | 4 |

I = Ida ; V = Vuelta
|  | Real Mamoré: Permanece en 1ª División. |